# Bankowy plan kont
Bankowy plan kont – wprowadzony przez zarządzenie prezesa NBP, zgodny z normami europejskimi plan zawierający wszystkie konta jakie służą do księgowania operacji bankowych. Pozwala na publikowanie bilansu strat i zysków banku i zapewnia niezbędne informacje dla władz monetarnych i kierownictwa banków w celu analizy globalnej struktury finansowej oraz kontroli ryzyka bankowego; stanowi podstawę badań biegłych rewidentów, audytorów czy nadzoru bankowego. Ewidencja bilansowa i pozabilansowa na kontach ogólnych przedstawia aktualną sytuację banku i pogrupowana jest na 10 zespołów. 

## Zespoły bankowego planu kont
- zespół 0 – aktywa trwałe – dobra i wartości pozostające trwale w banku,
- zespół 1- operacje z udziałem środków pieniężnych i operacje między bankowe, obejmujące wartości w kasie, operacje z bankami i innymi podmiotami finansowymi,
- zespół 2 – operacje z podmiotami niefinansowymi (kredyty i depozyty),
- zespół 3 – operacje z jednostkami budżetowymi i pozabudżetowymi, obejmujące należności i zobowiązania o charakterze budżetowym lub pozabudżetowym,
- zespół 4 – papiery wartościowe,
- zespół 5 - operacje różne – konta rozrachunkowe, konta przejściowe,
- zespół 6 – fundusze własne,
- zespół 7 – koszty i straty,
- zespół 8 – przychody i zyski,
- zespół 9 – zobowiązania pozabilansowe.

Bankowy plan kont obejmuje także tzw. wyznaczniki, czyli elementy opisowe, które umożliwiają analizę. Stanowią uzupełnienie informacji dotyczących zdarzeń gospodarczych. Podstawowymi wyznacznikami są: rodzaj waluty, partner operacji (rezydent, nierezydent), rodzaj operacji przeciwstawnej, pierwotny okres umowy operacji, okres zapadalności, rodzaj oprocentowania (stałe, zmienne), refinansowanie przez NBP, klasyfikacja podmiotów ekonomicznych, kredyty gwarantowane lub niegwarantowane przez państwo.